# Oomsberg
Oomsberg is een buurtschap en streek in de gemeente Stadskanaal in de provincie Groningen (Nederland).
Het is een dorpje dat min of meer uit drie delen bestaat, Eerste Oomsberg, Tweede Oomsberg en Derde Oomsberg. Eerste en Tweede Oomsberg zijn beide haaks op de Exloërweg gelegen streekjes. Ze worden van elkaar gescheiden door de N366 en het A.G. Wildervanckkanaal. Derde Oomsberg is wat groter. Het ligt langs de weg van Vledderveen naar Mussel.
De naam Oomsberg, ook wel Oompiesberg verwijst naar een hoogte van zand in het veen, die voor het eerst genoemd wordt in 1788.
Het eerste huis van Oomsberg werd gebouwd na de markeverdeling van Onstwedde in 1826 en wel in 1845.

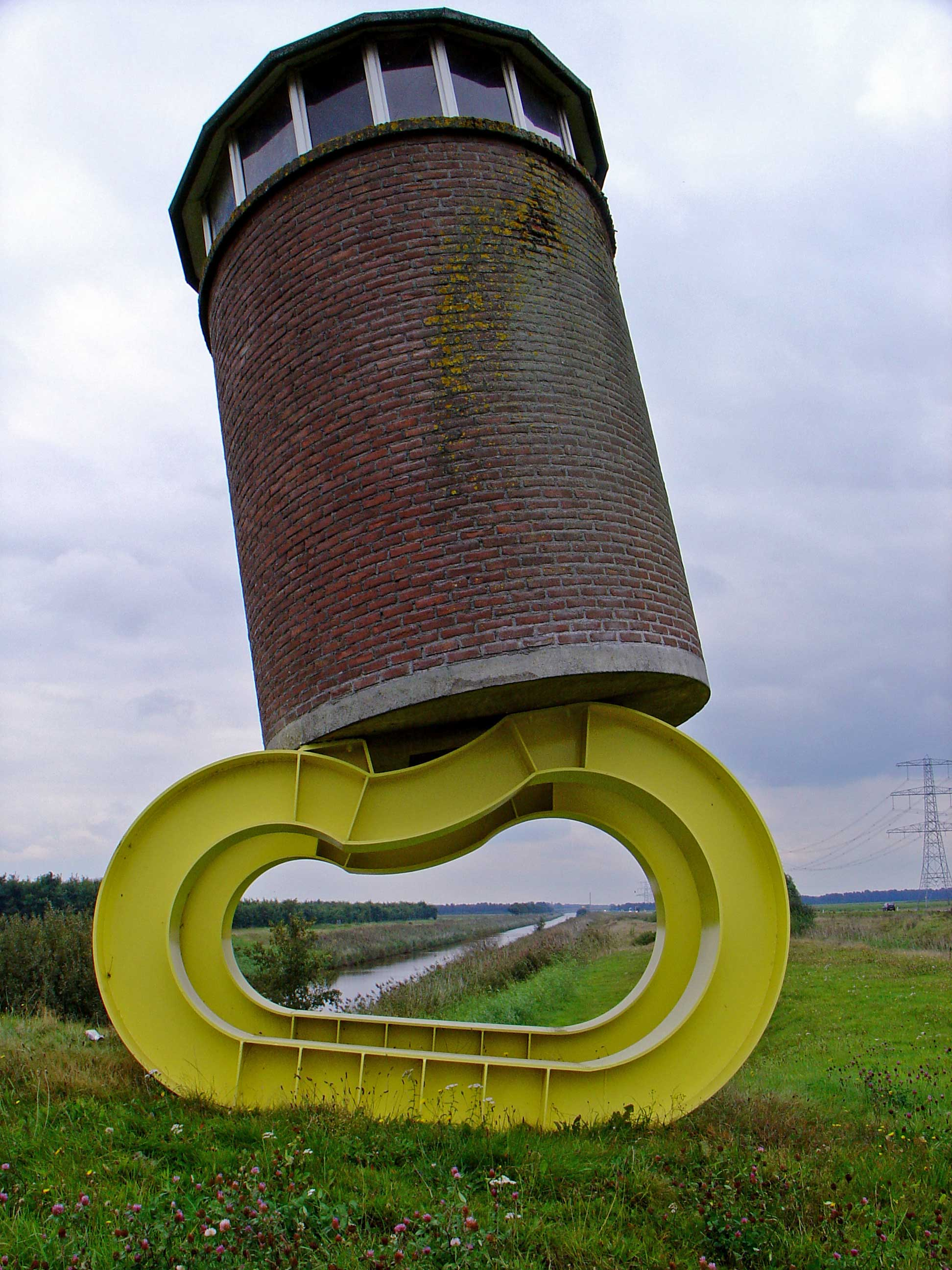
Kunstobject van Kie Ellens Waving, not drowning bij het gemaal Mr. V.M. Vennix bij Musselkanaal

Dorpen:
Alteveer (deels) · Ceresdorp · Kopstukken · Mussel · Musselkanaal · Onstwedde · Smeerling · Stadskanaal

Gehuchten: Barlage · Blekslage · Braamberg · Höchte · Horsten · Sterenborg · Ter Wupping · Vledderhuizen · Vledderveen · Vosseberg

Buurtschappen: Höfte · Holte · Oomsberg · Tange · Ter Maarsch · Veenhuizen · Wessinghuizen

Kanalen: Stadskanaal · Musselkanaal · Mussel-Aa-kanaal      Bos: Dr. Hommesbos

Groningen: Steden en dorpen      Nederland: Provincies · Gemeenten